# Astronomy Domine
A Pink Floyd Astronomy Domine című dala 1967. augusztus 5-én jelent meg a zenekar The Piper at the Gates of Dawn című bemutatkozó albumán. A dalt Syd Barrett írta, akivel Richard Wright együtt énekli a dalt. Az ihletet Barrett állítólag LSD hatása alatt kapta: egyik barátjával kockacukrokra két csepp LSD-t tettek. Eközben viszont több cukrot megettek, így volt olyan cukor, amire dupla adag jutott, volt olyan, amire pedig semmi sem. Később Barrett órákon át nézett egy narancsot, egy szilvát és egy gyufásdobozt. Víziójában a narancs Jupiterré, a szilva Vénusszá változott, Barrett pedig a világűrben érezte magát. Az idilli hangulatnak az vetett véget, amikor barátja – nem tudva Barrett látomásáról – megette a Vénuszt jelképező szilvát.
A dal akkordmenete elég különös az 1960-as évek könnyűzenéjéhez képest, mindenféle (pop, folk és blues) akkordmenettől eltér: E–E szűkített–G–A. Ez az akkordmenet és a visszhangosított gitár különleges, pszichedelikus hangzást ad a dalnak.
A dal elején a zenekar menedzsere, Peter Jenner különböző csillagok neveit mondja el (ez egy hangszóróból hallható). A címben szereplő „Domine” helyes kiejtése [ˈdɒmɪneɪ], nem pedig [dəʊˈmiːn] vagy [dəʊˈmaɪn].
A dalt rendszeresen játszották koncerteken, egy élő felvétele az Ummagumma című albumon is hallható. Ezen a változaton David Gilmour és Richard Wright énekelt, az első versszakot megismételték, a középrészben pedig Wright egy orgonaszólót játszott, mielőtt elénekelték volna az utolsó szakaszt.
A dal 1971 közepén lekerült a koncertek műsoráról, ám a zenekar 1994-es turnéján gyakran játszották nyitódalként. Egy Miamiban készült felvétel a Take It Back című kislemez B-oldalán, egy londoni pedig az 1995-ben megjelent P•U•L•S•E című dupla koncertalbumon hallható. David Gilmour 2006-os turnéjának néhány állomásán újra előadta a dalt Richard Wright közreműködésével.

## Koncerten előadott változatok és feldolgozások
- Az 1969-es Ummagumma élő felvételeket tartalmazó részén a dal hosszabb változata hallható, ami a zenekar akkori progresszív stílusát jelzi. Az első szakasz megismétlése és a hosszú orgonaszóló 8 percre növelte a dal hosszát. Mivel Barrett akkor már nem volt a Pink Floyd tagja, a dalt David Gilmour és Richard Wright énekelte. Ugyancsak ez a változat hallható az 1973-as A Nice Pair című válogatáson.
- A P•U•L•S•E című albumon a dal már eredeti, négy perces hosszában hallható.
- David Gilmour zenekara (Richard Wrighttal) ugyancsak eljátszotta a dalt az Abbey Road Studiosban. Ez a felvétel az On an Island CD/DVD csomagban jelent meg.
- A dal szerepel a 2001-ben megjelent Echoes: The Best of Pink Floyd című dupla válogatásalbumon.
- A Voivod 1989-es Nothingface című albumán feldolgozta a dalt.

## Idézet
Ezt 1967 tavaszán vettük fel az EMI abbey road-i stúdiójában. Norman Smith volt a producer és Peter Brown volt a hangmérnök. Úgy emlékszem, csak három nekifutásra volt szükség. A szokásos felállásban játszottunk (Syd gitározott és énekelt, Roger basszusgitározott, én doboltam, Rick billentyűs hangszeren játszott és vokálozott). Mivel koncerteken gyakran játszottuk, a felvétel elég hamar elkészült.
A dalt Syd látomásai ihlették – a szöveg absztrakt, kozmikus –, mint a legtöbbet annak idején. Sokat játszottuk koncerten, de Dave csatlakozása után természetes volt, hogy Syd dalait elhagyjuk és új dolgokat csináljunk. A The Division Bell idején újra elővettük a dalt – nagyon jó játszani.
Eredetileg hosszabb volt, hasonlóan a koncertjeinkhez – különös, underground zene. Ennek ellenére a kiadónak tetszett. Később, a Saucerful felvétele idején Norman azt mondta: „Nem csinálhattok ilyeneket. Túl hosszúak.”
Szeretem ezt a dalt. Az 1994-es turnén mindig ezzel indítottunk. Ma már különösebb szégyenérzet nélkül meg tudom hallgatni.

## Közreműködők
- Syd Barrett – ének, gitár
- Richard Wright – orgona, ének
- Roger Waters – basszusgitár
- Nick Mason – dob, ütőhangszerek
- Peter Jenner – szöveg
- Peter Brown – hangmérnök
- Norman Smith – producer